# Chumiętki
Chumiętki is een plaats in het Poolse district  Gostyński, woiwodschap Groot-Polen. De plaats maakt deel uit van de gemeente Krobia en telt 267 inwoners.